# Оґюст Конт
Оґю́ст Конт (фр. Isidore Marie Auguste François Xavier Comte; 19 січня 1798, Монпельє — 5 вересня 1857, Париж) — французький філософ, соціолог, позитивіст.
Виклав свої погляди у шеститомному «Курсі позитивної філософії» (1830—1842) і чотиритомній праці «Система позитивної політики, або Соціологічний трактат про основи релігії людства» (1851—1854). Конт, випускник паризької Політехнічної школи (X1814), був першим в історії філософії мислителем, який мав базову технічну освіту. Це дало йому змогу принципово по-новому підійти до розуміння і тлумачення цілої низки проблем, що й знайшло своє завершення в його теорії позитивізму.

## Біографія
Народився в містечку Монпельє. Був надзвичайно здібним, але конфліктним і сором'язливим, особливо до жінок. Одружився з повією Кароліною, яку дуже кохав, і, коли вона померла, навіть поклонявся її кріслу.

## Вчення Конта
Конт висунув ідею соціології як науки про закони функціювання та розвитку суспільства в цілому, окремих суспільних явищ. Він зазначав, що у своїй галузі соціологія повинна вирішувати такі ж завдання, які в інших галузях знань вирішують фізика, хімія, біологія, на відміну від конкретних наук (мінералогія, ботаніка, зоологія), завданням яких є опис конкретних явищ, а не встановлення їхніх законів. Конт писав: 
| «Розумна політика не може ставити собі за мету змусити розвиватися людство, яке рухається завдяки власним імпульсам відповідно до закону, так само незмінного, як і закон гравітації, хоча і гнучкішого. Але вона ставить собі за мету полегшити розвиток людства, навчаючи його». |
Соціологія, на думку Конта, є наукою про суспільні явища взагалі, її закони однаково актуальні для всіх часів і всіх народів.

### Суспільство у розумінні Конта
Обґрунтовуючи необхідність нової науки про суспільство та його закони, її значення, Конт, спираючись на реалії XIX століття, підкреслював, що певний тип суспільства, який можна описати двома прикметниками — теологічне та військове, — відмирає. Теологічний світогляд належить до того ж часу, який характеризувався і домінуванням військової діяльності, коли значне місце у суспільстві займали військовики. На зміну йому приходить нове суспільство — наукове і промислове (індустріальне). Суспільство, яке зароджується, є наукове у такому ж розумінні, як і суспільство, яке відмирає було теологічним: для сучасної епохи характерний науковий світогляд, так само як для попередньої епохи був властивий світогляд теологів або жерців.
З того моменту, коли люди починають думати науково, війна людей між собою перестає бути основною діяльністю колективів — такою стає боротьба людей з природою, а також раціональна експлуатація природних ресурсів. Проаналізувавши тогочасне суспільство, Конт прийшов до висновку: головною умовою суспільної реформи є реформа інтелектуальна. Випадковості революцій не забезпечують перебудови суспільства, яке переживає кризу. Для цього необхідний синтез науки і формування позитивної політики. Знайомлячись з різними науками, Конт формулює і обґрунтовує два головні закони: закон трьох станів і закон класифікації наук…

### Людський розум за Контом
Згідно з законом трьох стадій, людський розум проходить три послідовні фази теологічну, метафізичну і позитивну:
1. На першій він пояснює, коли знання виникають спонтанно і не мають доказів;
2. на другій коли переважають абстракції чи умоглядні сутності, що беруться за реальність і традиційні вірування замінюються «негативною» філософією;
3. а третя, яка базується на точній оцінці соціальної дійсності, історичної реальності інтеграція і раціональна організація суспільства відбувається під впливом позитивної філософії. На думку Конта, від загального рівня людського знання залежить стан техніки, ремесел, промисловості тощо.

Вона відмовляється розкривати причини фактів і задовольняється виявленням законів, що керують ними. Перехід від теологічної фази до метафізичної, а згодом — до позитивної в різних інтелектуальних дисциплінах здійснюється не одночасно. Тому закон трьох станів тісно пов'язаний з законом класифікації наук. Порядок розподілу різних наук розкриває порядок становлення позитивного розуму в різних галузях. Іншими словами, позитивне мислення не могло не сформуватися в математиці, фізиці, хімії раніше, ніж в біології. У складніших галузях позитивізм виявляється пізніше. Чим простіша матерія, тим про неї простіше позитивно мислити. Є речі, саме спостереження за якими веде розум до позитивної фази.

### Розподіл багатства, відношення між суспільними верствами
Мета поєднання закону трьох станів з класифікацією наук полягає в доказуванні того, що спосіб мислення, який утвердився в математиці, фізиці, хімії, біології повинен у кінцевому підсумку перемогти і в галузі політики і привести до створення позитивної науки про суспільство. Конт ділить цю науку на дві основні частини: статику, яка вивчає умови співіснування суспільних явищ, і динаміку, яка вивчає послідовний рух суспільних явищ і є, по суті, вченням про прогрес людського суспільства. У цьому вченні він розглядає кілька проблем. Першою з них є розуміння індустріального суспільства, як обов'язкового етапу у розвитку всього людства. При цьому він не вважав суттєвими протиріччя інтересів пролетарів та підприємців. Між ними може спостерігатися тимчасове і другорядне за своїм значенням суперництво в розподілі багатств. Але, і тут Конт згідний з представниками ліберального напряму, зростання виробництва відповідає інтересам усіх. І закон індустріального суспільства — зріст багатства, який утверджує або передбачає, врешті-решт, узгодження інтересів. При цьому особливого значення він надає приватній власності та її концентрації, тобто зростанню багатства.
Конт підкреслював, що концентрація капіталу і засобів виробництва є явищем позитивним. Вона відповідає головній тенденції, яка спостерігається в історії розвитку людства. Матеріальна культура може розвиватися лише за умови, якщо кожне покоління виробляє більш ніж йому потрібно для життя і внаслідок цього передає наступному поколінню більший запас багатств, ніж воно отримало. Конт не вважав значущими суперечності між приватною і суспільною власністю, оскільки, на його думку, влада — чи політична, чи економічна — завжди має особистий характер. У будь-якому суспільстві править невелика кількість людей. Однією з причин, що спонукають (свідомо чи підсвідомо) вимагати усуспільнення власності, є сподівання, що зміна економічного устрою приведе до зміни структури управління суспільством. Але, підкреслював Конт, багаті завжди матимуть стільки могутності, скільки необхідно для того, щоб зберігати визначальний вплив у суспільстві. Проте власники не повинні допускати свавілля. Приватна власність неминуча, необхідна і корисна, але вона терпима тільки тоді, коли сприймається не як право на зловживання, а як здійснення колективної функції обранців долі або тих, хто завдяки своїм здібностям досяг економічного процвітання. Отже, Конт займає середню позицію між соціалізмом та лібералізмом. Він не домагається соціалізації засобів виробництва, проте й не ідеалізує її, власність для нього — це, радше, змога виконання суспільних функцій.
У цьому аспекті важливо відзначити, що для Конта соціальна ієрархія має другорядне значення. Він підкреслював, що життя людини не визначається її місцем в економічній чи соціальній ієрархії. Крім світського порядку, де панує закон могутності, існує духовний порядок, порядок моральних цінностей. Пролетар, який знаходиться на низу світської ієрархії, може займати в духовній ієрархії найвище становище, якщо його моральні якості, готовність до самопожертви в ім'я колективу вищі, ніж подібні якості тих, хто знаходиться над ним у соціальній ієрархії. Духовний порядок не є трансцендентний порядок, яким він видається християнській релігії. Це не порядок вічного життя. Це порядок тут — на Землі, який замінює світську ієрархію сили і багатства духовним порядком моральних якостей. Кожен, на думку мислителя, повинен ставити собі найвищу ціль — стати першим в ієрархії моральності. З цього випливають дві головні засади суспільства. Порядок і прогрес — ось дві категорії, які є головними темами соціальної філософії Конта. Порядок як стабільність суспільства і прогрес як мирний і поступовий процес удосконалення та розвитку суспільства. А оскільки розвиток людського духу є основа і причина розвитку суспільства, то саме моральні якості є визначальними факторами суспільного прогресу. Він писав: 
| «Ідеї правлять світом і викликають у ньому потрясіння. Увесь соціальний механізм спирається у кінцевому підсумку на думку людей». |
Посилення розумової діяльності та утвердження моральних якостей — головні фактори соціальної еволюції. Позитивізм, власне, й полягає в організації суспільства на засадах гармонії та солідарності. З утвердженням позитивізму витвориться нова форма організації суспільства, яку він називає соціократією, тобто таке суспільство, в якому всі його частини становитимуть єдине гармонійне ціле і в якому кожен індивід як складова частина цілого повинен виконувати свою певну функцію. Конт підкреслював, що індивід, взятий як окрема істота, — це абстракція, яка не має місця в реальному суспільному житті. Разом з тим він не заперечує існування класів у суспільстві, але не вважає, що між класами існує антагонізм і між ними неминуча боротьба. Навпаки, зазначаючи, що для будь-якого суспільства характерна наявність спільної цілі, Конт наголошував на важливості солідарності, виконанні кожним класом своїх функцій у суспільстві. Його ідеалом і було досягнення солідарної діяльності двох головних сил у суспільстві: концентрованої сили багатства і розсіяної сили мас, багатих патрицій і маси пролетаріату.

### Міжнародні відносини і міжнародне право у тлумаченні Конта
Цікавими і важливими для подальшого розвитку були погляди філософа на міжнародні відносини і міжнародне право. Він переконливо обстоював думку про єдність людства і наявність тісних зв'язків між народами. «Ні один народ, — писав мислитель, — не відділений реально від інших. Неможливо існувати ізольовано, не втрачаючи своїх справжніх моральних, інтелектуальних і, навіть, фізичних якостей. Прогрес завжди є розвитком усього людства в цілому, а не окремого ізольованого народу».

### Значення філософії Конта
Загалом позитивізм Конта мав вплив і значення для всього суспільствознавства та філософії і, зокрема, його філософська система відіграла помітну роль у розвитку політичних та правових учень у другій половині XIX століття.

### Календар Конта
Конт пропонував позитивістський календар із 13 місяців по 28 днів. У кожному місяці 4 тижні. Місяць починається з неділі і закінчується суботою. Один день в році не має назви і вставляється після суботи останнього 13-го місяця перед Новим роком як додатковий день відпочинку. У високосний рік такий же день вставляється після останньої суботи 6-го місяця. Недолік — при поділі року на квартали довелося б ділити і місяці.

## Праці
- «Курс позитивної філософії» (1830—1842)
- «Система позитивної політики, або Соціологічний трактат про основи релігії людства» (1851—1854).

## Критика ідей Конта
Фрідріх Гаєк у "Шляху до рабства" характеризує Конта як ідеолога тоталітаризму:
Як це часто буває, вороги нашої цивілізації розгледіли її головні риси краще, ніж більшість прихильників. «Вічна хвороба Заходу, бунт індивіда проти виду», як її визначив відомий ідеолог тоталітаризму XIX століття Оґюст Конт, насправді була силою, яка створила нашу цивілізацію.